# Yunnanosaurus huangi
Yunnanosaurus huangi es una especie y tipo del género extinto Yunnanosaurus ("reptil de Yunnan") de dinosaurio, sauropodomorfo, masospondílido, que vivió a principios del período Jurásico, hace entre 199 a 190 millones de años, en el Sinemuriense, en lo que hoy es Asia. Sus Fósiles fueron encontrados en la provincia China de Yunnan, en sedimentos de la Formación Lufeng y fue nombrada por Yang Zhongjian en 1942, y se creó la familia Yunnanosauridae para contenerlo. Según Barret et al. en 2007, el cráneo de Y. huangi se puede distinguir de otros sauropodomorfos según las siguientes características, una pequeña naris externa, un robusto proceso nasal expandido de la premaxila, una proyección hacia abajo desde la parte posterior del proceso ascendente maxilar, sin agujeros nutritivos en la superficie lateral del maxilar, una depresión circular poco profunda en la superficie lateral del proceso lagrimal ventral, una saliente en la línea media cerca de la parte delantera de los frontales, una saliente prominente en la línea media de los parietales, el proceso anterolateral del parietal se expande en relación con el ancho del proceso posterolateral y los dientes maxilares son estrechos y no tienen dentículos. Además, Sekiya y cl¡olegas en 2013 agregaron un carácter más que distingue a Y. huangi, una espina neural hemisférica en las vértebras cervicales posteriores.
Los especímenes tipo de Yunnanosaurus huangi y Yunnanosaurus robustus fueron recuperados en la localidad de Huangchiatien, Dahungtien, de la Formación Lufeng en Yunnan, China. El espécimen holotipo de Y. huangi IVPP V20 y el espécimen holotipo de Y. robustus IVPP V93 fueron recolectados por Chung Chien Young en sedimentos terrestres de los lechos superiores de color rojo oscuro profundo del miembro Zhangjiawa de esta formación, que se cree que fueron depositados durante la etapa sinemuriense del período Jurásico , hace aproximadamente 199 a 190 millones de años. Varios otros especímenes asignados a Y. huangi, IVPP V54, IVPP V47, IVPP V61, IVPP V62, IVPP V63, IVPP V96, IVPP V264 y Y. robustus, IVPP V39, IVPP V94 también fueron recuperados por Young en esta localidad. Todos estos especímenes se encuentran en la colección del Instituto de Paleontología y Paleoantropología de Vertebrados , en Beijing , China. En los años siguientes, se recuperaron varios especímenes más asignados a estas dos especies del miembro de Zhangjiawa de esta formación.
Chung Chien Young también había explorado los lechos inferiores de color púrpura oscuro opaco del Miembro Shawan de la Formación Lufeng y encontró más especímenes que luego asignó a Y. huangi. El espécimen IVPP V32 fue recolectado por Young en 1938 en arenisca arcillosa de color rojo oscuro que se cree que se depositó durante la etapa Hettangiense del período Jurásico, hace aproximadamente 201 a 199 millones de años. Los especímenes IVPP V57, IVPP V60 y IVPP V272 fueron recolectados por Young en lutita azul de la misma formación y también fueron asignados a Y. huangi. Estos especímenes del Miembro Shawan también se encuentran en la colección del Instituto de Paleontología y Paleoantropología de Vertebrados.
Yunnanosaurus huangi y Yunnanosaurus robustus compartían su paleoambiente con los ornitisquios Bienosaurus y Tatisaurus, los sauropodomorfos Gyposaurus, Lufengosaurus y Jingshanosaurus , y los terópodos Sinosaurus y Eshanosaurus.